# Lenin Artieda
Lenin Artieda (Guayaquil, Provincia de Guayas, Ecuador; 19 de junio de 1977) es un periodista y presentador de televisión, ecuatoriano; actualmente labora en el espacio de entrevistas Contacto Directo del noticiero Televistazo del canal Ecuavisa.

## Biografía
Nació en la ciudad de Guayaquil en 19 de junio de 1977, es hijo del renombrado poeta y autor Fernando Artieda, estudió periodismo en la Universidad Católica de Santiago de Guayaquil, comenzó su carrera periodística en 1995 como cronista militar a temprana edad siendo enviado al frente de batalla que se estaba desarrollando en el sureste del Ecuador debido al conflicto bélico que estaban sosteniendo Ecuador y Perú por la Guerra del Cenepa, y fue reportero en muchos medios como radio Meridiano, diario Expreso, RTS, y en Ecuavisa desde el 2001 y desde 2019, es el conductor del espacio de entrevistas relacionado con política Contacto Directo del espacio Televistazo, reemplazando al entonces conductor Alfredo Pinoargote.

## Vida personal
Desde el 2021, esta casado con María del Carmen Búnea, en septiembre del 2022, anunciaron que estaban esperando a su primer hijo y el 4 de marzo del 2023, anunciaron el nacimiento de su hijo.

## Atentado contra su vida
En la mañana del 20 de marzo del 2023, cuando estaba ingresando al canal para comenzar a entrevistar a sus invitados, recibió un sobre con un puerto USB, conteniendo explosivos de uso militar y el cual al abrir casi acaba con su vida, por el cual el canal suspendió de manera temporal sus labores, por el cual la Fiscalía General de la República y con el apoyo de diferentes estamentos del estado, están procediendo a dar con el paradero de los que quisieron atentar contra su vida, no solo el, sino contra los periodistas Milton Pérez de Teleamazonas, Mauricio Ayora de TC Televisión y Carlos Vera, quien este último no le llegó un paquete, por el cual se salvo, lo cual ha ocasionado una oleada de ataques contra el periodismo ecuatoriano.